# Dżubb Madi
Dżubb Madi (arab. جب ماضي) – wieś w Syrii, w muhafazie Aleppo. W 2004 roku liczyła 551 mieszkańców.